# ゲリ (ラッパー)
ケリー（Garie、개리）は、韓国のラッパー、作詞家、作曲家、音楽プロデューサー、芸能人である。レストラン経営者、公演企画社の創設者であり、公演企画・演出家としても活動している。
ギルとヒップホップグループLeessangのメンバーとして活動している。1996年、スマーフというグループで活動をしており、1998年にはX-Teen客員メンバーとして参加することになった。この時、ギルに出会えてハニーファミリーに合流することになり、1集と2集に参加した。2002年、ゲリとギルは正式にLeessangという名のデュオを結成してアルバム発表とともにカムバックした。また、ゲリーは、ギルとヒップホップクルーMovementの一員としても活動している。ゲリーは、作詞横にも活発に活動中であり、ほぼすべてのLeessangの曲の作詞を担当している。ゲリは音楽活動以外にも芸能プログラム活動もしている。 "無限挑戦調節特集"では、客員メンバーとして出演しており、"Running Man"は、2010年7月11日初放送からレギュラー出演者として出演している。

## プロフィール
- 生年月日：1978年2月24日（47歳）
- 身長：174cm
- 血液型は、A型
- 本貫は晋州姜氏[3]。

## ディスコグラフィ

### フィーチャリング
| ミュージシャン     | 曲                                 | 発売年 |
| ------------------ | ---------------------------------- | ------ |
| ブラウンアイズ     | 너에게 들려주고 싶은 두번째 이야기 | 2001年 |
| ユン・ヒジュン     | 경조성 조곡                        | 2001年 |
| バク・ミョンホ     | 썅송                               | 2002年 |
| イ・ハヌル         | Merry Christmas                    | 2002年 |
| ディギリ           | 토요일 오후                        | 2003年 |
| ディギリ           | 0영역의 배틀                       | 2003年 |
| キム・ボムス       | 영원에 관하여                      | 2004年 |
| Double K           | 중독                               | 2004年 |
| BMK                | Rainbow                            | 2005年 |
| ウン・ジウォン     | Gotta Go                           | 2005年 |
| Dynamic Duo        | It's Alright                       | 2005年 |
| チャン・ヘジン     | 불꽃                               | 2006年 |
| ライマー           | 서른 즈음에                        | 2007年 |
| ミスティックパズル | 그런 얘기...                       | 2008年 |
| ムン・ジウン       | I Do                               | 2008年 |
| ラプチミスト       | 집시여행                           | 2008年 |
| Fly to the Sky     | 즐겨찾기                           | 2009年 |
| Dynamic Duo        | 잔돈은 됐어요                      | 2009年 |
| イ・ヒョリ         | 그네                               | 2010年 |
| キム・ジョングク   | 다시 내게로 돌아와                 | 2010年 |
| プライマリー       | Happy Ending                       | 2011年 |
| ミリョ             | Party Rock                         | 2012年 |
| タウ, ハハ         | 사랑                               | 2012年 |
| ペク・ジヨン       | 목소리                             | 2012年 |
| キム・ジョングク   | 너에게 하고 싶은 말                | 2012年 |
| ジョンイン         | 좀 걷자                            | 2013年 |

## その他
- Naver漫画"グリーンボーイ"の登場人物のガン・フイゴンはゲリーをモチーフにしたという。[4]

## 出演

### ミュージックビデオ
- ユン・ミレ - Get It In

### テレビ番組
- 無限挑戦 (2011年)
- Running Man (2010年 - 2017年)

### 映画
- 四月の雪
- タチマワリー：悪人よ地獄行急行列車に乗れ！
- ワンダフルラジオ

### CF
- Lotte製菓ドリトス（2013年）

## 事業
- ゲリーは、Leessangのメンバーギルとソウル建国大近く、江南駅近くにマクチャン店を運営している。2012年5月22日、ケリーは、ギルとLeessang Companyという公演企画会社を設立したと発表した。Leessang Companyは、公演の企画のほか、エンターテインメント事業をしている。

## 受賞
- SBS芸能大賞ニュースター賞（2010年）
- 第53回全国調整選手権大会2000mノービスエイト特別賞（2011年）
- SBS芸能大賞バラエティ優秀賞（2012年）